# Droga wojewódzka 112
Die Droga wojewódzka 112 (DW 112) ist eine Woiwodschaftsstraße in Polen. Der erste Abschnitt führt von Wicimice in nordöstlicher Richtung bis Koszalin (Köslin). Die Länge beträgt 62,6 Kilometer. Der zweite Abschnitt führt von der Anschlussstelle Sianów Zachód der Droga ekspresowa S6 bis zur Anschlussstelle Sianów Wschód. Die Länge beträgt  Die Strecke verläuft auf der ehemaligen Trasse der Droga krajowa 6, die in diesem Abschnitt durch die Droga ekspresowa S6 ersetzt wurde. Die Länge beträgt 6,0 Kilometer.
Die DW 112 verläuft innerhalb der Woiwodschaft Westpommern.